# Antoine Marie Desforges-Boucher
Antoine Marie Desforges-Boucher (1715 - 1790) est un ingénieur militaire, planteur esclavagiste et gouverneur général des île Bourbon (1759-1766) et Île-de-France (1759-1767).

## Biographie

### Famille
Antoine Marie naît le 7 avril 1715 à Port-Louis, (livre n° 181_1MIEC181_R5_01-0001 - acte Page 151/355) dans l'actuel Morbihan. Il est le fils de Antoine Desforges-Boucher, gouverneur de l'île Bourbon (ancien nom de La Réunion), du 23 août 1723 au 1er décembre 1725, et de Renée Le Gouzronc (1688 - 1715), née d'une famille de négociants du Port-Louis. Il a une sœur née en 1711, et un demi-frère, Jacques-François Desforges, né du second lit de son père.

### Plantation coloniale

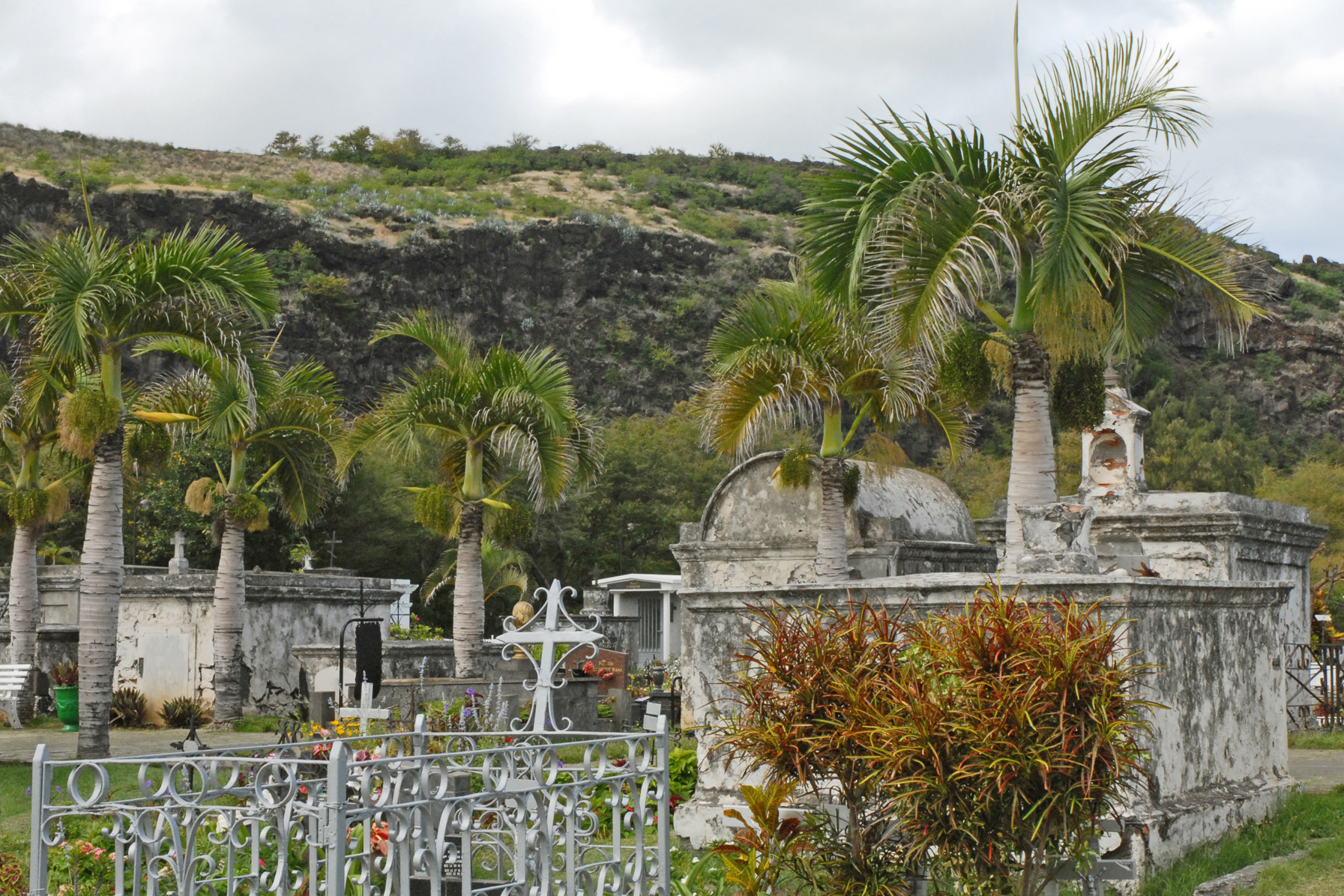
Cimetière marin de Saint-Paul, implanté en 1788, sur ce site de la Baie de Saint-Paul, premier lieu de peuplement par les Français de l'Île de la Réunion (Île Bourbon).

À la mort de son père en 1725, il a 10 ans. Ses héritiers procèdent à l'inventaire des biens qu'ils possèdent dans l'île Bourbon (La Réunion) : « Sa résidence principale se trouve à Saint-Paul, dans une maison située sur les Sables, région qui correspond à l'actuel centre ville. L'inventaire de l'habitation du « Gaule » est sommaire. Le terrain est estimé, avec les terres défrichées et caféiers plantés, à 15 000 livres. Sur l'habitation se trouvent 30 esclaves estimés à 28 805 livres. Rentrés dès 1723 à Lorient, la veuve Desforges-Boucher et ses enfants laissent la gestion de leurs biens à Saint-Louis à un tuteur ».
Dix ans plus tard, le recensement général de 1735 indique que « les héritiers Desforges-Boucher possèdent à Saint-Louis 24 esclaves, dont 15 hommes et 9 femmes. 20 000 caféiers sont en rapport ». Ces esclaves sont principalement d'origine malgaches. L'habitation produit du blé, du maïs et des « fayots ».

### Carrière militaire et administrative
Le jeune Antoine Marie servit en tant que cadet dans les troupes de l'Isle Bourbon sous les ordres de son père, puis se rendit en France pour servir en qualité de lieutenant dans le régiment de Champagne. En 1733-1734, il est capitaine dans le régiment de Seppeville lors des campagnes d'Italie, puis admis en 1740 dans le corps du génie.
En 1736, âgé de 21 ans, Antoine-Marie Desforges-Boucher, devenu ingénieur militaire du roi, est de retour dans l'Océan Indien, envoyé par la compagnie des Indes. Au cours des années 1740, il est ingénieur en chef de l'île Bourbon et se préoccupe de renforcer les batteries de défense des îles Mascareignes,,. Il devient conseiller au Conseil supérieur de l'île de Bourbon et ingénieur en chef au siège de Madras en 1743. Il est décoré de la croix de Saint-Louis en 1750.  

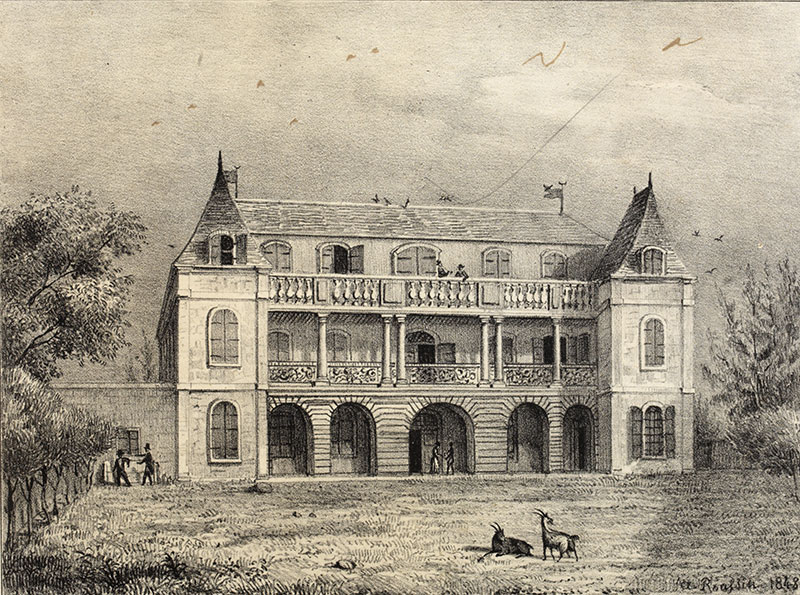
Le château du Gol.

De 1754 à 1757, il séjourne à Bourbon. Il y fait bâtir, sur la plantation familiale de Saint-Louis, le château du Gol, « une grande maison inspirée des châteaux ou des manoirs français de la même époque, à la limite sud de la plaine du Gol », près de l'étang du même nom. « Cette maison, ses dépendances et le camp des esclaves se trouvant à proximité constituent le centre névralgique de la plus importante propriété de Bourbon à la fin de l’Ancien régime ».
En 1757, il est nommé gouverneur particulier des îles de France, Sainte-Marie, Rodrigues et autres dépendances et s’installe à Port-Louis de l’île de France. Il garde le commandement général des îles de France et de Bourbon de 1759 à 1768.
Enfin, de 1763 à 1767, il obtient le grade de colonel, « gouverneur commandant général des îles de France et de Bourbon », il est fait chevalier de l'Ordre royal et militaire du Christ (1764) par le vice-roi de Goa et préside les deux Conseils supérieurs (Parlements) établis dans ces îles. « Ce poste couronne sa carrière dans l’administration coloniale ».
En 1767, âgé de 53 ans, Antoine-Marie s'installe à Bourbon où il réside dans son château du Gol de 1768 à 1783, année de son retour définitif à Lorient. Cette année-là, il affranchit certains de ses « esclaves à talent » qui tentent ensuite de racheter les membres de leur famille. L'homme a toujours favorisé le mariage chez ses esclaves et ses affranchis.  
En juillet 1775, Desforges-Boucher demande le grade de brigadier des armées du roi.  
En 1781, le Conseil des dépêches rapporte que Desforges-Boucher supplie le roi de lui une surséance de trois ans pour l'acquittement des dettes contractées en France, aux îles Bourbon et de France et qu'il a accumulées à cause, dit-il, de la perte de 236 000 livres qu'il avait avancées à différents colons devenus insolvables (sans pouvoir en fournir la preuve), de huit années d'une mauvaise administration d'un gérant de ses multiples habitations à Bourbon (valant plus d'un million de livres), de l'ouragan de 1772, d'un sècheresse de huit mois et de deux autres ouragans survenus l'année suivante. Il assure que les ventes à venir de ses denrées en France lui permettront de rembourser ses dettes. 
Au mois de décembre 1784, déçu de ne pouvoir obtenir l'érection de sa vaste terre en marquisat ou en comté qu'il réclamait depuis 1768, il cède la propriété du Gol à Antoine François Pascalis, garde-magasin de Saint-Louis, et Jean-Baptiste de Lestrac. L'habitation compte alors 206 esclaves. Avant de quitter l'île, il affranchit ses plus talentueux esclaves.
Vers 1790, il meurt en métropole, âgé de 75 ans, mais la date exacte et le lieu de son décès n'ont pu être déterminés.

## Naufragés de Tromelin
Antoine Marie Desforges-Boucher est connu pour avoir refusé au lieutenant Barthélémy Castellan du Vernet de lui fournir un navire pour venir au secours des captifs malgaches. Ceux-ci devaient être vendus comme esclaves à Rodrigues, mais furent abandonnés sur l'île Tromelin, après le naufrage en 1761 du navire négrier l'Utile, qui les transportait de Madagascar à l'île de France (Maurice),,,.

## Œuvres
- La Poudrière de La Redoute, dessiné en 1741[15] à Saint-Denis
- L'ancienne Redoute Bourbon[16] à Saint-Denis